# Gregorio Tanco
Gregorio José Tanco (Pilar, 18 ottobre 1999) è un calciatore argentino, difensore del Lecco.

## Carriera
Cresciuto nel settore giovanile del Banfield, debutta in prima squadra il 1º aprile 2021, in occasione dell'incontro della Copa Diego Armando Maradona vinto per 2-3 contro il Vélez Sarsfield.
Il 31 gennaio 2024 viene acquistato dallo Spezia. Il 3 febbraio successivo esordisce con i liguri nel pareggio casalingo contro il Catanzaro (1-1), entrando nella ripresa per l'infortunato Dīmītrīs Nikolaou.

## Statistiche

### Presenze e reti nei club
Statistiche aggiornate al 6 aprile 2024.
| Stagione        | Squadra         | Campionato      | Campionato | Campionato | Coppe nazionali | Coppe nazionali | Coppe nazionali | Coppe continentali | Coppe continentali | Coppe continentali | Altre coppe | Altre coppe | Altre coppe | Totale | Totale |
| Stagione        | Squadra         | Comp            | Pres       | Reti       | Comp            | Pres            | Reti            | Comp               | Pres               | Reti               | Comp        | Pres        | Reti        | Pres   | Reti   |
| --------------- | --------------- | --------------- | ---------- | ---------- | --------------- | --------------- | --------------- | ------------------ | ------------------ | ------------------ | ----------- | ----------- | ----------- | ------ | ------ |
| 2020            | Banfield        |                 | -          | -          | CdL             | 1               | 0               |                    | -                  | -                  |             | -           | -           | 1      | 0      |
| 2021            | Banfield        | PD              | 2          | 0          | CA+CdL          | 0+1             | 0               |                    | -                  | -                  |             | -           | -           | 3      | 0      |
| 2022            | Banfield        | PD              | 15         | 1          | CA+CdL          | 1+5             | 0+1             | CS                 | 1                  | 0                  |             | -           | -           | 22     | 2      |
| Totale Banfield | Totale Banfield | Totale Banfield | 17         | 1          |                 | 8               | 1               |                    | 1                  | 0                  |             | -           | -           | 26     | 2      |
| gen.-giu. 2024  | Spezia          | B               | 5          | 0          | CI              | 0               | 0               | -                  | -                  | -                  | -           | -           | -           | 5      | 0      |
| Totale carriera | Totale carriera | Totale carriera | 22         | 1          |                 | 8               | 1               |                    | 1                  | 0                  |             | -           | -           | 31     | 2      |